# Labeobarbus polylepis
Labeobarbus polylepis är en fiskart som först beskrevs av Boulenger, 1907.  Labeobarbus polylepis ingår i släktet Labeobarbus och familjen karpfiskar. IUCN kategoriserar arten globalt som livskraftig. Inga underarter finns listade i Catalogue of Life.